# 静岡鉄道1000形電車
静岡鉄道1000形電車（しずおかてつどう1000けいでんしゃ）は、静岡鉄道が1973年（昭和48年）から導入した通勤形電車である。

## 概要
車体に高抗張力ステンレス鋼を使用した静岡鉄道初のオールステンレス車両である。
静岡清水線の在来車両置き換えのために、制御電動車クモハ1000と制御付随車クハ1500からなる2両固定編成が1973年（昭和48年）から1985年（昭和60年）にかけて12本の計24両が導入された。

### 車体
18 m級3扉という基本的な車体規格は300形と共通であり、側面窓配置は同じくdD3D3D1（d：乗務員扉, D：客用扉）であるが、本系列において戸袋窓は設置されていない。ステンレス車体を生かして外板は無塗装とされ、軽量化および保守の容易な構造となっている。
前面デザインは運転台からの視界確保を目的として大型窓の非貫通形状とされ、窓ガラスには安全性強化を目的として防曇特殊強化ガラスを用いている。側面窓にはバランサー付きの一段下降窓を採用し、客用扉には幅1,300 mmの両開き式扉を採用した。コルゲート外板を使用した18 m級車体や戸袋窓の無い両開き扉に加えて一段下降窓を採用した本系列の車体は、側面から見た場合、同じく東急車輛製造製の東急7200系電車に類似したものとなった。車体側面中央の客用窓上部には、電照式種別表示器が設置された。

### 運転台
力行とブレーキを一本のハンドルで操作するワンハンドルマスコンを採用した。計器盤はデスクタイプとされ、走行中に必要な各種灯具やスイッチ類は確認・操作がしやすいように取付位置を検討したほか、運転士の姿勢や足回りのスペース等乗務時の疲労低減や保守作業のしやすさも考慮されている。

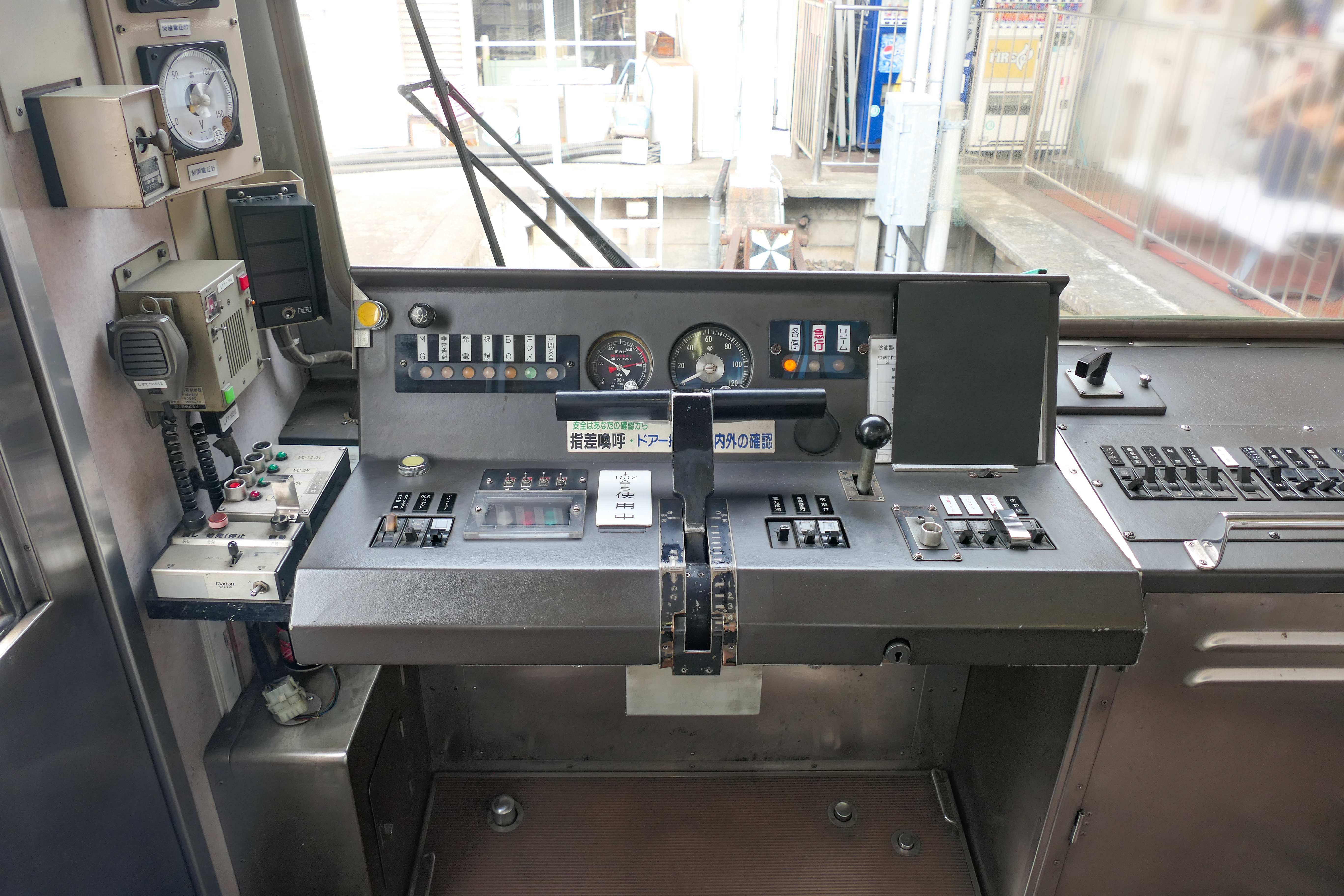
運転台（2022年4月）

### 内装
室内および天井にはメラミン樹脂積層合金のアルミデコラを使用して無塗装とし、床面はステンレスのキーストンプレートにユニテックスを充填したうえで、厚さ3 mmのロンリウムを用いて被覆した構造とした。室内照明には、40 Wのラピッドスタート形蛍光灯を14本と15 Wの予備灯を4灯設置した。また、座席はすべてロングシートである。

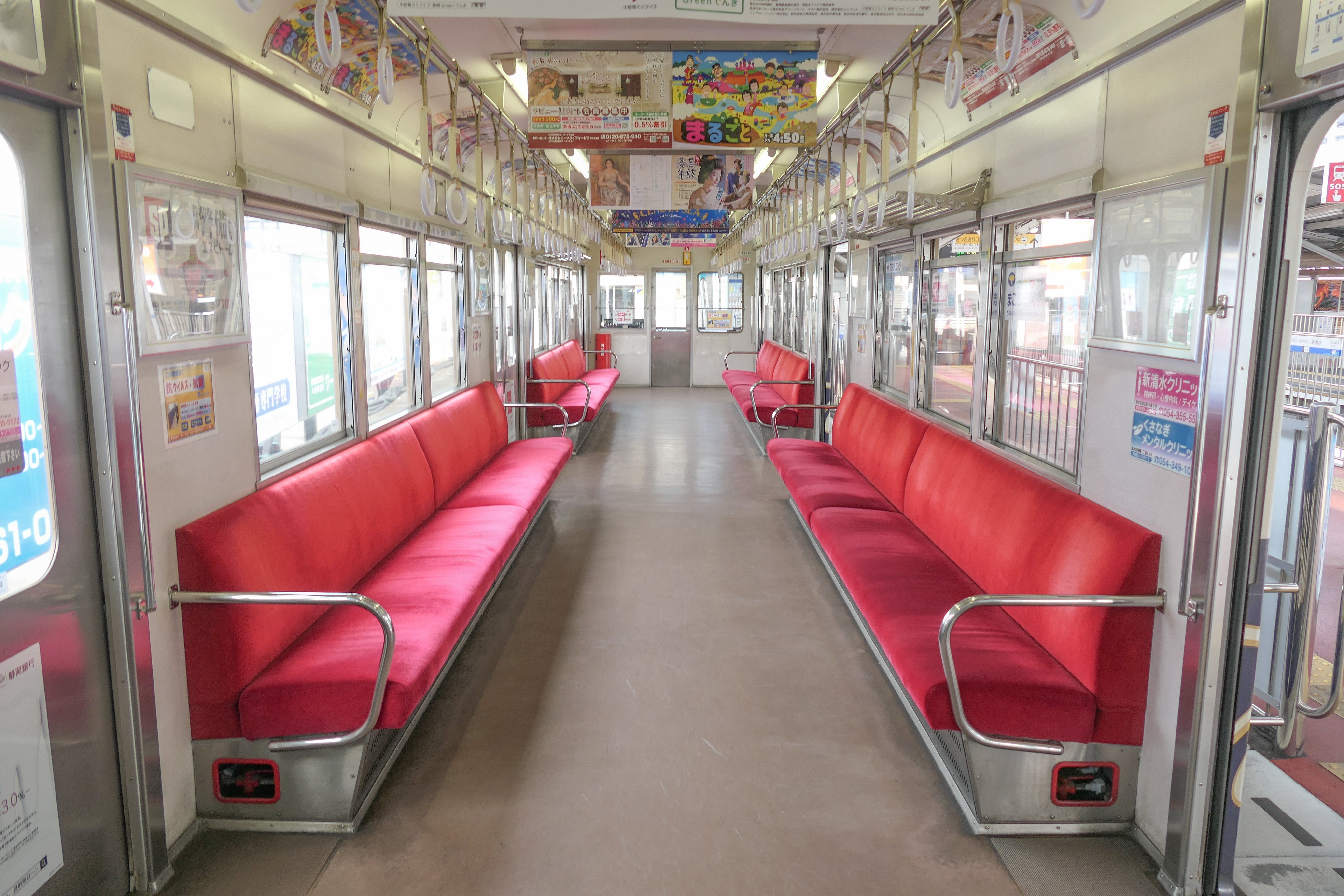
車内（2022年4月）
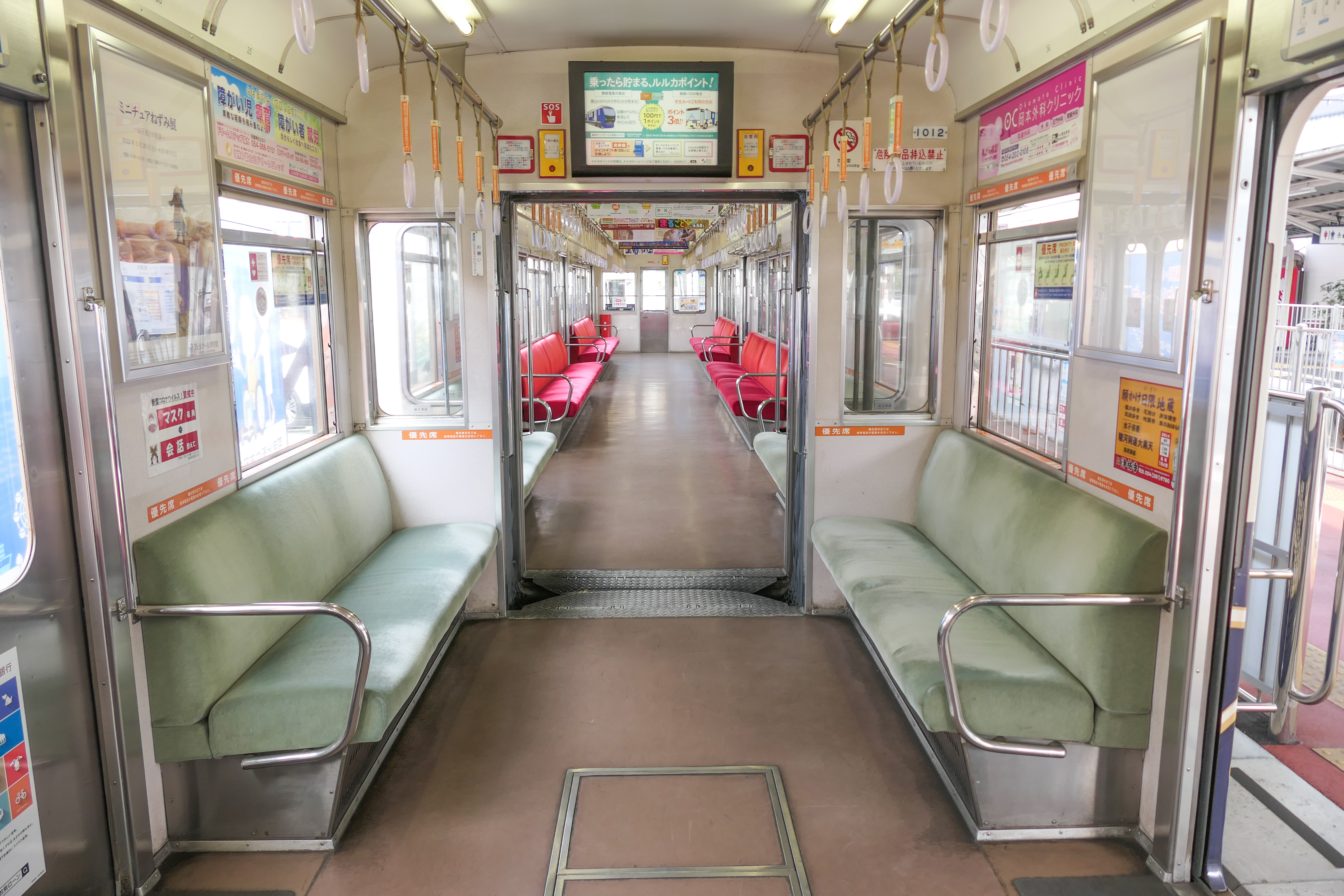
優先席（2022年4月）

### 主要機器
主制御装置は、東洋電機製造製で一台で4台の主電動機を制御する1C4Mの発電ブレーキ付電動カム軸式制御器ES769-A-Mもしくは同ES769-A1-Mを採用した。いずれも制御方式は抵抗制御方式である。
これらの制御器は応荷重装置を設け、定員200 %まで加減速度を一定に保つことができるほか、空転検知機能を持つ。
主電動機は、東洋電機製造製の直流直巻電動機であるTDK806/6-GおよびTDK806/6-Jを採用した。いずれも300形の主電動機であるTDK806/6-Fと比較して出力強化がなされた改良型であり、両者共基本性能は同一である。駆動装置はKD-320-Aハスバ歯車一段減速中空軸平行カルダン駆動装置を採用した。歯車比は300形と同じく84:15であり定格速度も同系列と同じ35.8 km/hとなっている。
補助電源装置は、当初東洋電機製造製の電動発電機（MG）であるTDK368-A（出力7 kVA・100 V - 60 Hz）およびバッテリーとしてアルカリ電池（100 V、20 Ah）を搭載したが、新製冷房車となった1009編成以降、MGは冷房用電源を供給するための大容量化およびメンテナンスフリー化を計ってブラシレス電動発電機であるTDK-3314-A（出力60 kVA・3相交流200 V - 60 Hz）に変更された。電動空気圧縮機（CP）はHB-1500B（吐出量1500 L/min）を1台搭載する。
ブレーキ装置は、日本エヤーブレーキ（現ナブテスコ）製HRD-1全電気指令式電磁直通空気ブレーキを採用した。これは静岡鉄道の車両として初めての全電気指令ブレーキである。常用ブレーキのほかに、非常ブレーキ、また保安ブレーキとして予備直通ブレーキを設置している。
集電装置は、1008編成までPT-4308-A-M菱型パンタグラフを採用したが、1009編成・1010編成からは搭載する分散式冷房装置の設置間隔をできる限り均一化するために折り畳み寸法が小さい下枠交差型パンタグラフのTDK-4814に変更された。
台車は、東急車輌製造製の車体直結（ダイレクトマウント）式空気ばね台車であるTS-812（Mc）およびTS-813（Tc）を採用した。いずれも枕ばねにはダイヤフラム式空気ばねを用いており、下揺れ枕は使用しない。基礎ブレーキ装置はレジン製ブレーキシューを使用する片押し式踏面ブレーキとした。
1008編成までは非冷房車として竣工し、各車内には客室および運転室に計7台の扇風機が設置されていたが、1979年（昭和54年）に増備された1009編成および1010編成からは扇風機を廃止のうえで冷房装置が導入され、屋根上に東芝製RPU-2211分散式冷房装置（冷凍能力8000 kcal/h/基）を各車4基ずつ搭載した。のちに非冷房車に対しても冷房装置の搭載改造が行われたが、こちらは集中式冷房装置を各車1基ずつ搭載する形に改められている。
警笛には空気圧で動作するタイフォンに加えて急行運用時に使用するためにミュージックホーンを搭載する。

## 運用開始後
静岡清水線においては1975年（昭和50年）9月からワンマン運転を開始し、それ以前に竣工した車両にも以下の改造工事が施工された。
- 列車無線装置の設置[8]
- テープ再生機を用いた自動放送装置の導入[8]
- 車両用信号炎管の設置[8]
- 車内非常通報装置の設置[9]
- 車側ミラーの設置[9]
- 連結面妻部にドア閉時警告用の警報装置の設置[9]

1979年以降に導入された新製冷房車は冷房装置を搭載するために構体部分の設計変更が行われたほか、主制御装置がES769-A1-Mへ主電動機がTDK806/6-Jへとそれぞれ機種が変更されている。
前述の様に当初車体は無塗装であったが、1985年より一部の編成の前面にストライプ状の警戒塗装が施され、のちに全編成に波及した。その後さまざまな試験塗装を経て、全面裾にオレンジ色の反射素材による警戒塗装が追加されている。
また、2008年（平成20年）の1006編成を皮切りに前面に排障器（スカート）の設置が開始されている。また、2011年から車側ミラーの撤去が実施された。
1011編成は2015年（平成27年）7月27日からちびまる子ちゃんのラッピング車両として運用を開始した。当初は2016年（平成28年）7月26日まで一年間の運行予定であったが、度々延長され2023年（令和5年）3月まで「ちびまる子ちゃんラッピングトレイン」として運用されていた。運用時間は公表されており、平日/金曜ダイヤの10時 - 16時、土休日ダイヤの終日の運用列車において主人公のまる子（声：TARAKO）の車内アナウンスも使用されていたがが、車両の老朽化を理由に、同年3月26日をもってラッピング列車としての運行を終了した。

## 編成
A3000形の導入に伴って置き換えが進められ、2024年（令和6年）6月30日まで運用された1008編成を最後に全編成が退役した。

凡例
Mc …制御電動車、Tc …制御付随車
CON…制御装置、PT…集電装置、CP…電動空気圧縮機、MG…補助電源装置
| 形 式    | ← 新静岡新清水 →  | ← 新静岡新清水 → | 竣工               | 運用終了                  | 備考                                  |
| 形 式    | クモハ1000 （Mc） | クハ1500 （Tc）  | 竣工               | 運用終了                  | 備考                                  |
| 搭載機器 | CON,PT            | CP,MG            | 竣工               | 運用終了                  | 備考                                  |
| 車 番    | 1001              | 1501             | 1973年（昭和48年） | 2020年（令和2年）3月7日   |                                       |
| 車 番    | 1002              | 1502             | 1973年（昭和48年） | 2017年（平成29年）3月18日 |                                       |
| 車 番    | 1003              | 1503             | 1973年（昭和48年） | 2018年（平成30年）3月21日 |                                       |
| 車 番    | 1004              | 1504             | 1973年（昭和48年） | 2016年（平成28年）3月11日 |                                       |
| 車 番    | 1005              | 1505             | 1973年（昭和48年） | 2019年（平成31年）2月17日 |                                       |
| 車 番    | 1006              | 1506             | 1976年（昭和51年） | 2020年（令和2年）3月7日   |                                       |
| 車 番    | 1007              | 1507             | 1976年（昭和51年） | 2019年（平成31年）3月9日  |                                       |
| 車 番    | 1008              | 1508             | 1976年（昭和51年） | 2024年（令和6年）6月30日  |                                       |
| 車 番    | 1009              | 1509             | 1979年（昭和54年） | 2021年（令和3年）2月20日  | 熊本電気鉄道に譲渡                    |
| 車 番    | 1010              | 1510             | 1979年（昭和54年） | 2021年（令和3年）3月6日   | えちぜん鉄道に譲渡                    |
| 車 番    | 1011              | 1511             | 1984年（昭和59年） | 2023年（令和5年）7月16日  | 譲受会社への部品取り後2025/3/27に解体 |
| 車 番    | 1012              | 1512             | 1985年（昭和60年） | 2023年（令和5年）2月25日  | 熊本電気鉄道に譲渡                    |

## 他社への譲渡
2021年2月18日に、当時の廃車予定編成であった、1009編成が熊本電気鉄道、1010編成がえちぜん鉄道にそれぞれ譲渡されることが発表された。静岡鉄道の車両が他社へ譲渡されるのは福井鉄道へ譲渡された300形以来36年ぶりとなり、熊本電気鉄道への導入は同社500形となった静鉄クモハ100形以来42年ぶりとなる。
熊本電気鉄道
（以下の呼称は「熊本電鉄」）
2021年7月に「1009編成」が陸路・航路にて西鉄筑紫車両基地（筑紫工場）に運搬され改造を実施した。2022年2月1日未明に改造を終え、熊本電鉄北熊本車両基地に搬入されている。電車形式はそのまま引き継いで1000形としただけでなく、番号も塗装も静岡時代のままで3月27日から運用開始した。静岡鉄道では2023年2月に運行を終えた「1012編成」についても熊本電気鉄道に譲渡することを表明。「8月には熊本へ」と告知。長沼車庫搬出後は「1009編成」同様の工程を経て2024年2月6日未明に熊本電鉄北熊本車両基地に搬入。
えちぜん鉄道
2021年3月に「1010編成」が陸路にて阪神尼崎工場へ搬出。工事実施中には静岡鉄道の車両が阪神尼崎車庫に留置するという極めて珍しい光景も見られた（ただし静岡鉄道と阪神とでは軌間が相違しているため、仮台車に交換しての留置であった）。同工場内にある阪神車両メンテナンス内で車体の改造を行った後、2023年7月14日に行われた勝山市の福井県立恐竜博物館のリニューアルオープンに合わせ、翌7月15日より運行を開始した。車両型式はMC8000形。
主な改造内容は、
- 正面窓上の行先表示器を撤去し、表示窓部分の左右に前照灯を設置
- 行先表示器は乗務員室の車掌台側に新たに設置
- 元々の前照灯部に標識灯を移設
- 急行灯や元々の標識灯、側面の電照式種別表示器を撤去してステンレス板で塞ぐ
- 3つの客用ドアのうち各車両中央のドアは閉鎖。大型の固定窓が付いたステンレス板で塞いでいる。両端のドアも窓が大型のものに交換されている。
- 客室内も恐竜に関するラッピングが施され、座席も化石発掘現場や、ジャングルをイメージしたオリジナルのソファーに交換。記念撮影用の恐竜のオブジェ（大型のぬいぐるみ）が設置されている。

車体全体に恐竜列車用のラッピングを実施しており、客用窓部分もラッピングしているため、窓が大型化しているものの、ドア付近での眺望はできない。
北陸鉄道
TS-813台車の一部が北陸鉄道に譲渡され、内灘検車区で仮台車として使用されている。

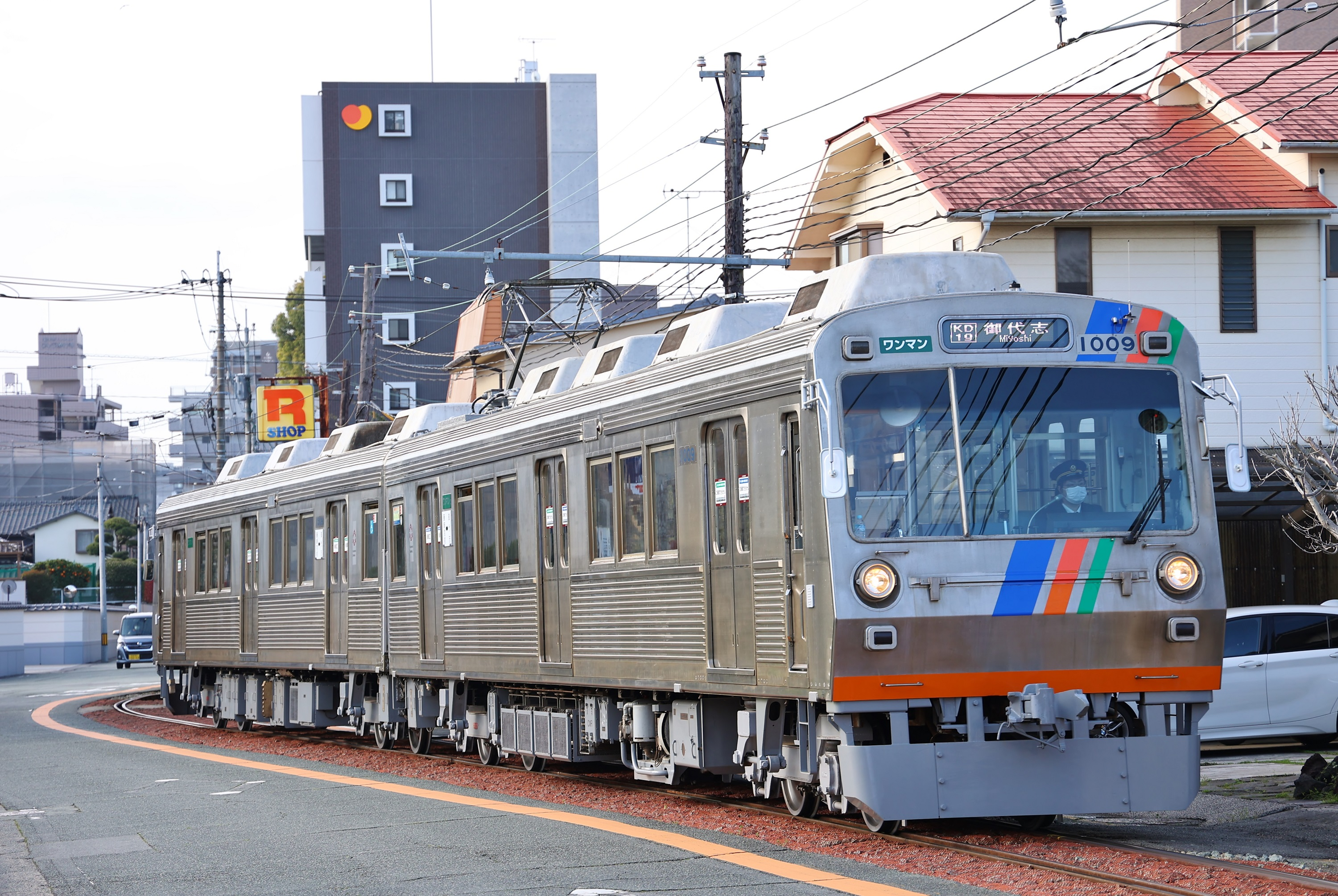
熊本電鉄に譲渡された1009編成（2022年3月）
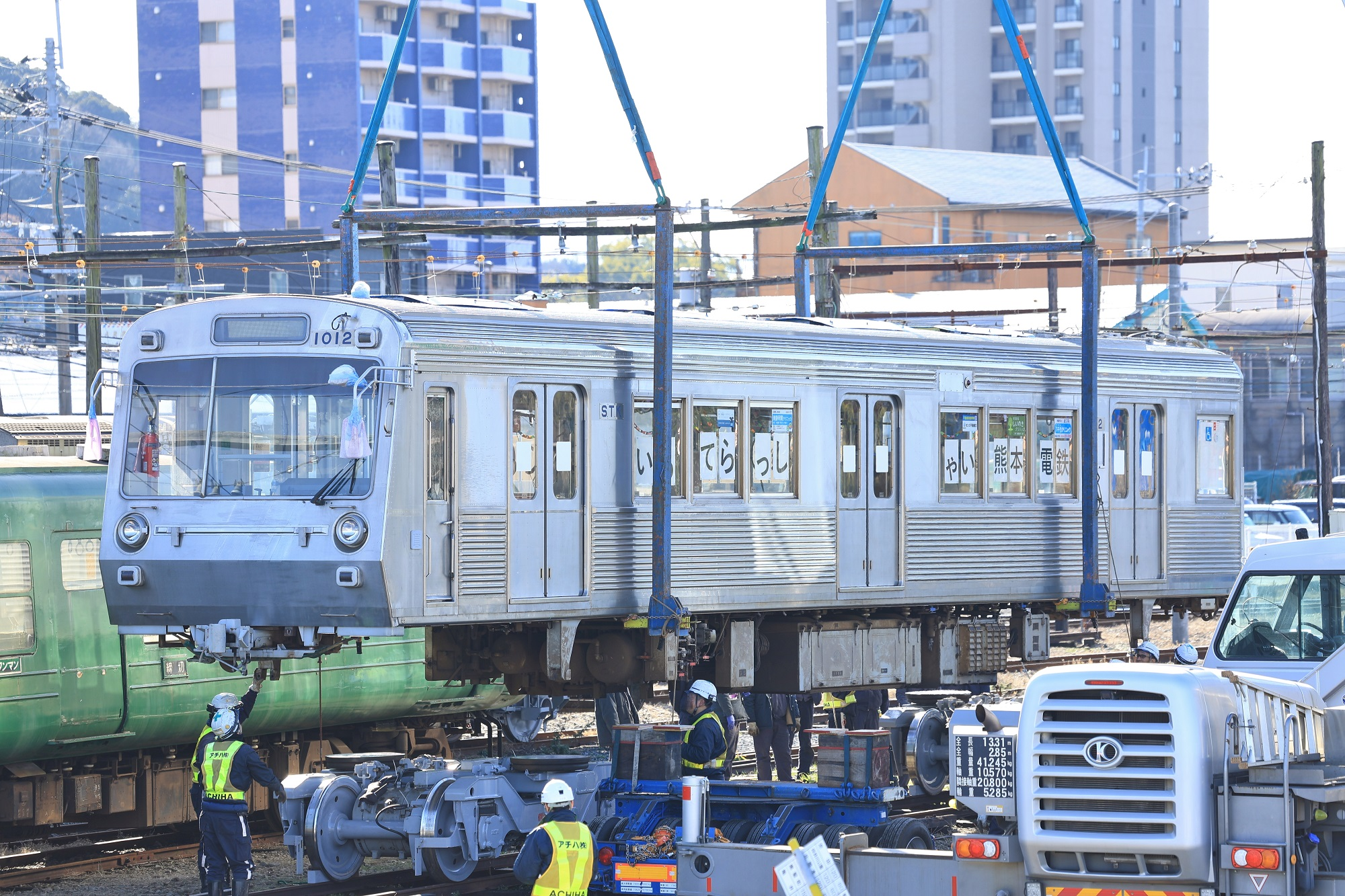
1012編成、熊本電鉄北熊本車両基地内での搬入作業の様子（2024年2月）